# Steffen Thum
Steffen Thum (* 8. Juni 1988) ist ein deutscher Filmkomponist. Er lebt und arbeitet in Berlin, und ist u. a. für seine Musik zu Filmen wie The Old Guard 2 (Netflix), Slingshot, Stockholm Bloodbath, Crawl (Paramount Pictures) und iBoy (Netflix) bekannt.
Von 2014 bis 2020 arbeitete er in Los Angeles bei Remote Control Productions mit Komponisten wie Hans Zimmer, Lorne Balfe und Rupert Gregson-Williams.
Seitdem war Thum an den Musiken zu über 70 internationalen Projekten in den Bereichen Film, Fernsehen, Games und Werbung beteiligt.
Das Film Music Institute zählte ihn zu den "Best Scores of 2019 - Composers To Watch".

## Filmografie (Auswahl)
Komponist
- 2017: iBoy
- 2018: Warning Shot
- 2018: Ignite: A Burning Man Experience (Short)
- 2019: Crawl
- 2019: Looking Up
- 2019: Mercedes Benz: The Journey (Short)
- 2019: This Is Football (Fernsehserie)
- 2020: Tribal: Get Out Alive
- 2021: Room (Short)
- 2021: Quinceañero (Short)
- 2023: Stockholm Bloodbath
- 2023: Betrayal
- 2024: Slingshot
- 2025: The Old Guard 2

Weitere Credits (Additional Music & Arrangement)
- 2010: Nydenion
- 2015: Terminator: Genisys
- 2015: Skylanders: SuperChargers
- 2015: Saints & Strangers
- 2016: 13 Hours: The Secret Soldiers of Benghazi
- 2016: Le Mans 3D
- 2016: Dirty Cops – War on Everyone (War on Everyone)
- 2016–2017: The Crown (Fernsehserie)
- 2016–2020: Marcella (Fernsehserie)
- 2016–2019: Morgan Freeman's Story Of God
- 2017: The Lego Batman Movie
- 2017: Ghost In The Shell
- 2017: Churchill
- 2017: Rakka (Short)
- 2017: Zygote (Short)
- 2017: Genius: Albert Einstein (Fernsehserie)
- 2017: Transformers: The Last Knight
- 2017: Dunkirk (uncredited)
- 2017: Geostorm
- 2018: Operation: 12 Strong
- 2018: Studio 54: The Documentary
- 2018: Hurricane Heist
- 2018–2021: Bulletproof (Fernsehserie)
- 2018: The Investigator: A British Crime Story (Fernsehserie)
- 2018: Genius: Picasso (Fernsehserie)
- 2018: Mission Impossible: Fallout
- 2018: Driven
- 2018: FIFA 19 (Videospiel)
- 2018: The Cry (Fernsehserie)
- 2019: Where's My Roy Cohn?
- 2019: Georgetown
- 2019: Ad Astra
- 2019: Gemini Man
- 2019: 6 Underground
- 2019–2020: His Dark Materials (Fernsehserie)
- 2020: Bad Boys For Life
- 2020: Rebuilding Paradise
- 2020: The Reagans (Fernsehserie)
- 2020: Songbird
- 2021: Pennyworth (Fernsehserie)
- 2021: Black Widow
- 2022: The Gilded Age (Fernsehserie)
- 2022: Top Gun: Maverick
- 2023: Hunters (Fernsehserie)
- 2023: Murder Mystery 2
- 2023: Marvel’s Spider-Man 2
- 2023: Aquaman: Lost Kingdom
- 2024: Alien: Romulus
- 2024: Twisters
- 2025: Mission: Impossible – The Final Reckoning